# Cinema Impero
Cinema Imparo är en  biograf i Asmara i Eritrea. Den ritades 1937 av den italienska arkitekten Mario Messina i Art décostil och ingick tidigare i ett stort byggnadskomplex med barer, gallerier och en bowlinghall.
Biografen, som anses vara en av världens finaste Art déco-byggnader,
är fortfarande i drift och dess utseende har inte ändrats sedan den byggdes. Den putsade fasaden är försedd med 45 runda lampor samt biografens namn skrivet vertikalt med versaler. Dörrhandtagen på de dubbla entrédörrarna bildar en stor cirkel när dörrarna är stängda. Biografsalen har dekorationer i  stuck.

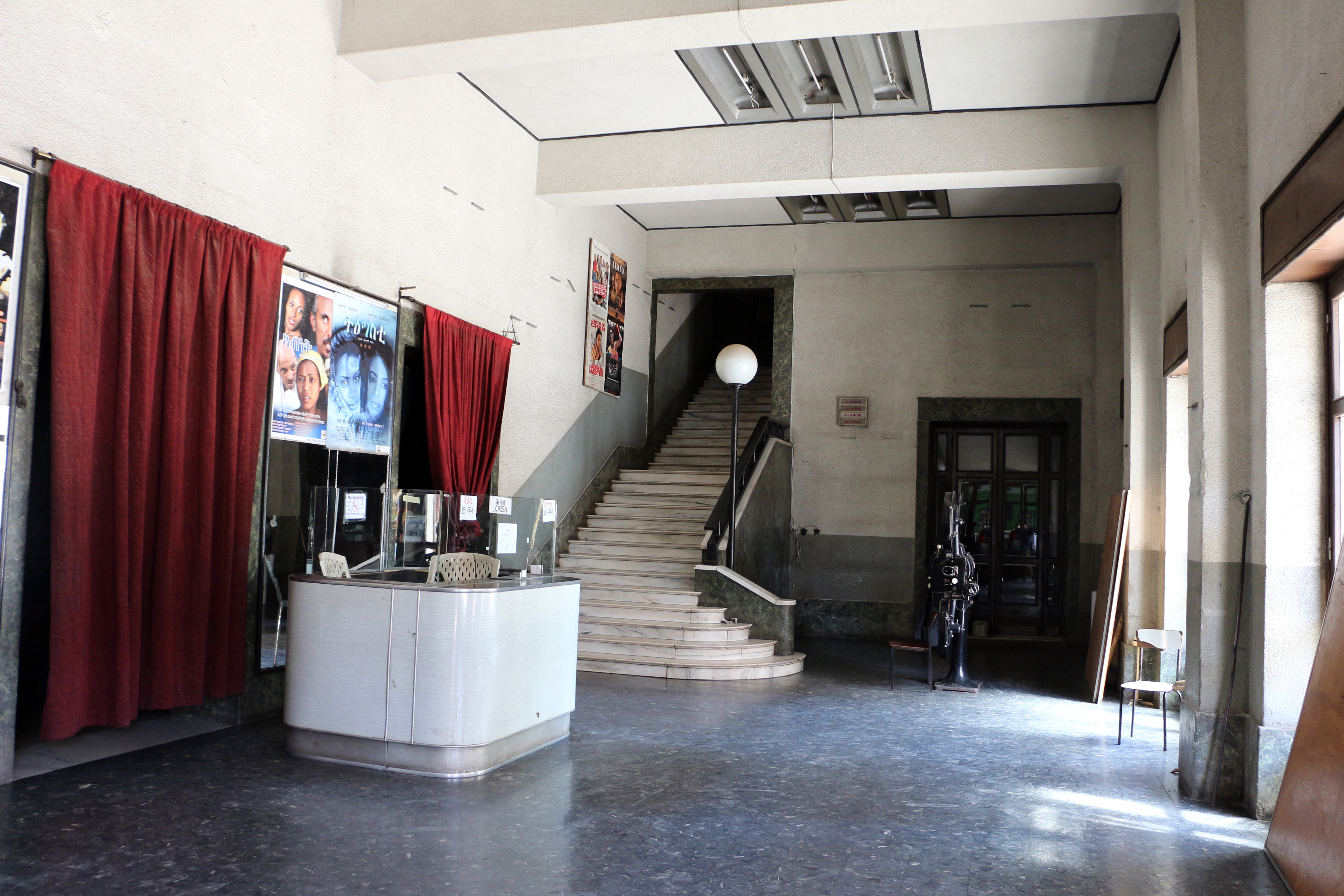
Foajen.

Cinema Imparo ingår i Unesco världsarvet Asmara, en modernistisk stad i Afrika.